# Божићни колачић
Божићни колачићи или божићни кекси су традиционално шећерни колачићи или бисквити (иако се други укуси могу користити на основу породичних традиција и индивидуалних преференција) исечени у различите облике везане за Божић .
Модерни божићни колачићи могу пратити своју историју до рецепата из средњовековне Европе кекса, када су многи савремени састојци као што су цимет, ђумбир, црни бибер, бадеми и суво воће уведени на запад. До 16. века божићни кекси су постали популарни широм Европе, при чему је Лебкуцхен био омиљен у Немачкој и пепаркакор у Шведској, док је у Норвешкој био популаран крумкаке . 
Најраније примере божићних колачића у Сједињене Државе донели су Холанђани почетком 17. века. Због широког спектра јефтиних увезених производа из Немачке између 1871. и 1906. године након промене закона о увозу, калупи за колачиће су постали доступни на америчком тржишту. Ови увезени секачи за колаче често су приказивали веома стилизоване слике са предметима дизајнираним да окаче на божићно дрвце . Због доступности овог прибора, рецепти су почели да се појављују у куварским књигама дизајнираним да их користе.  Почетком 20. века, амерички трговци су такође увозили украшене Лебкуцхен колачиће из Немачке да би се користили као поклони. 
У Канади и Сједињеним Државама, од 1930-их, деца су остављала колачиће и млеко на столу за Деда Мраза на Бадње вече, иако многи људи једноставно сами конзумирају колачиће. Колачићи се често секу у облику лилихипа, ирваса, листова, божићних јелки, звезда или анђела.

## Популарни божићни колачићи

### Медењаци
Медењак је постојао у неком облику откако су шећери и зачини донешени у Европу, од војника у крсташким ратовима . Међутим, тек када су га краљица Викторија и принц Алберт укључили у низ других немачких божићних традиција, колачићи од медењака су се првенствено повезивали са Божићем.  Колачићи од медењака су такође традиционални у Алзасу .

### Бределе
Бределе су божићни колачићи у алзаској кухињи Француске.

### Фаттигман
Традиционални колачићи који датирају из средњег века у Норвешкој, Фаттигман колачићи су дубоко пржени у несланој масти.

### Керсткрансјес
Керсткрансјес су традиционални божићни колачићи из Холандије . Округле су са рупом у средини. Најчешћи тип користи чипс од бадема као декорацију.

### Крумкаке
Крумкакер су традиционални норвешки колачићи. Првобитно су печени на отвореној ватри користећи гвожђе; међутим, модерни кувари користе електричне пегле или пегле за кување да испеку ове танке кексе као облатне. Крумкакери свој назив, што значи "савијена торта" или "уврнута торта", дугују чињеници да су умотани у конусни облик.

### Пепаркакор
Пеппаркакор су хрскави, танки кекси од ђумбира из Шведске, традиционално исечени у облику цветова и срца. 

### Пфефернусе
Пфефернусе потичу из Скандинавије и датирају из средњег века када су се зачини користили искључиво у празничном печењу.

### Репостериа
Репостериа је мексички тип колачића налик на пециво који се лагано пече и умочи у мешавину шећера са циметом док циметов шећер не окружи колачић.  Често се послужују уз кафу или љуту зачињену мексичку чоколаду.

### Сандбакелс
Сандбакелсеи су шећерни колачићи из Норвешке из деветнаестог века. Тесто се пресује у калупе, а затим пече у рерни.

### Спрингерле
Спрингерле су вековима традиционални божићни колачићи у јужној Немачкој ( Баварска и Баден-Виртемберг) и Аустрији. То су колачићи са укусом аниса направљени од теста од брашна јаја и шећера. Обично се праве у једноставним облицима, као што су правоугаоници или кругови.
Након обликовања, обично имају слику или дизајн утиснут у меко тесто посебно изрезбареним оклагијама или пресама. Након што се испеку, дезени се понекад боје ако је намера да се колачићи користе као украси. 

### Шећерни колачићи
Такође се називају амишки шећерни колачићи или назаретски шећерни колачићи, модерни шећерни колачићи су креирали Моравци, који су се населили у области Назарета из Немачке средином 18. века. Пенсилванија је усвојила назаретски шећерни колачић као званични државни колачић 2001.